# Integrierte Organisations- und Technikentwicklung
Das Konzept Integrierte Organisations- und Technikentwicklung (OTE) wurde in der ersten Hälfte der 1990er Jahre in mehreren Praxisprojekten als methodologischer Orientierungsrahmen zur Entwicklung von Groupware-Systemen und deren Einführung in Organisationen eingeführt. OTE beruht auf der Erkenntnis, dass die Gestaltung von Informations- und Kommunikationstechnologien (IKT), die Entwicklung von Organisationen und die Veränderung menschlicher Arbeitspraxis untrennbar miteinander verknüpft sind. OTE wird in der Sozio-Informatik eingesetzt.

## Definition
OTE integriert zyklische Prozessmodelle aus der Arbeitspsychologie, des Software-Engineering und der Organisationsentwicklung um einen einheitlichen Bezugsrahmen für die Analyse, Gestaltung, Einführung, Anpassung und Aneignung vernetzter IKT-Kooperationssysteme in Organisationen und die damit verbundene Entwicklung des gesamten, aus personellen, organisatorischen und technologischen Aspekten bestehenden Arbeitssystems bereitzustellen.
Als integratives Konzept will OTE die ganzheitliche Entwicklung/Veränderung eines Arbeitssystems, inklusive organisatorischer Entwicklungen, Personalentwicklungs- und Qualifikationsmaßnehmen und technischer Gestaltung, Einführung und Anpassung. Die besondere Herausforderung bei komplexen IKT-Einführungsprojekten ist es, die Wechselwirkungen zwischen Technik-, Organisations- und Personalentwicklung in den Blick zu nehmen. Der OTE-Ansatz greift dazu insbesondere auf drei zentrale Prinzipien zurück:
- einen aktionsforscherischen Ansatz, der wissenschaftliche Analyse mit direkter Einflussnahme und Intervention verknüpft[2],
- die konsequente Beteiligung von Betroffenen (Techniknutzern, Arbeitnehmern, Organisationsmitgliedern, Mitarbeitern etc.) in allen Prozessphasen und
- ein periodisch wiederholendes -zyklisches Vorgehen, welches auch Anforderungs- und Anpassungsnotwendigkeiten im Prozessverlauf Rechnung trägt.

## Ein Beispiel: IranNGO-CS - Community-System iranischer Nichtregierungs-Organisationen
Das Forschungs- und Entwicklungsprojekt des Internationalen Instituts für Sozio-Informatik (IISI) zielte auf die Vernetzung und das „Community Building“ von Nichtregierungsorganisationen (NGO) im Iran. Von 2000 bis 2002 hat das IISI im Auftrag der Friedrich-Ebert-Stiftung die vom Fraunhofer-Institut für Angewandte Informationstechnik (FIT) entwickelte Groupware BSCW (Basic Support for Cooperative Work) für den Vernetzungsprozess iranischer NGOs zur Verfügung gestellt. Das Projekt orientierte sich dabei am Konzept Integrierte Organisations- und Technik-entwicklung (OTE) und zielte dabei nicht nur auf Technikeinführung, sondern auch auf Maßnahmen zu: Telekommunikation und -kooperation, Virtuellen Gemeinschaften, Organisationslernen und Wissensmanagement, Vorbereitung von nationalen Konferenzen, nachhaltige Netzwerkentwicklung und Prozess-Evaluation.

## Entstehung und Entwicklung
Ursprünglich verbindet OTE Konzepte und Methoden der Organisationsentwicklung, des Software-Engineering-Ansatzes STEPS und der psychologischen Handlungsregulations-Theorie. Gemeinsam ist diesen Ansätzen ein zyklisches Verständnis von Analyse-, Interventions- und Evaluationsphasen.
Entstanden ist die durch OTE propagierte, konzeptionelle Integration durch die Erkenntnis, dass die Gestaltung von – oft komplexen – Informations- und Kommunikationstechnologien (IKT), die Entwicklung von Organisationen und die Veränderung menschlicher Arbeitspraxis untrennbar miteinander verknüpft sind. Technikeinführung verändert Arbeitsabläufe, Qualifikationsanforderungen und Organisationsstrukturen. Veränderte Arbeitsabläufe, Qualifikationen und Organisationsstrukturen verändern ihrerseits wiederum die Rahmenbedingungen und Anforderungen an technische Unterstützung. Traditionelle, ingenieurtechnische geprägte Technikentwicklung und klassische Management-Ansätze wie etwa betriebswirtschaftlich orientierte Business Process Re-engineering (BPR-)Maßnahmen nehmen diese Wechselwirkungen nur unzureichend in den Blick.
Neben der Orientierung an der Aktionsforschung, die ein zyklisches und interventionistisches Vorgehen in Forschung und Entwicklung (FuE) erlaubt, haben es für die Konzeption von OTE insbesondere die Entwürfe der Sozio-Technischen Systeme und des Participatory Design ermöglicht, technische, organisatorische und personelle Entwicklungsprozesse zusammen zu denken und die Bedürfnisse von Menschen als Nutzer von IKT, Organisationsmitgliedern und Arbeitern in den Mittelpunkt von sozio-informatischer Forschung und Entwicklung zu stellen.
Im Zuge langjähriger Anwendung in unterschiedlichen Forschungs- und Entwicklungsprojekten wurde das ursprüngliche OTE-Konzept weiterentwickelt und im Hinblick auf neue Organisationsformen wie etwa virtuelle Organisationen oder Netzwerke, zivilgesellschaftliche Organisationen und auch auf neue Anwendungskontexte, d. h. vom ursprünglichen Feld Arbeitskontext auf die Bereiche Bildung, politisches Engagement etc. erweitert.
OTE liefert heute das einzige systematische Framework für die Integration von Mensch, Organisation und Technik in sozio-technischen Entwicklungsprozessen, nachdem vergleichbar motivierte Konzepte wie beispielsweise MUST nicht mehr systematisch weiter entwickelt wurden.